# Gurgy
Gurgy – miejscowość i gmina we Francji, w regionie Burgundia-Franche-Comté, w departamencie Yonne.
Według danych na rok 1990 gminę zamieszkiwały 1453 osoby, a gęstość zaludnienia wynosiła 111 osób/km² (wśród 2044 gmin Burgundii Gurgy plasuje się na 154. miejscu pod względem liczby ludności, natomiast pod względem powierzchni na miejscu 743.).